# Niterói
Niterói és una ciutat de l'estat de Rio de Janeiro, al Brasil. La seva població és d'aproximadament 440.000 persones. El municipi ocupa una àrea de 130 km².
Posseeix una gran quantitat de platges, com Gragoatá, Boa Viagem, Platge das Flechas, Ícarai, São Francisco, Charitas, do Forte, Jurujuba i Adão i Eva, totes en la Badia de Guanabara. En la costa de l'oceà Atlàntic estan les platges de Piratininga, Itaipu, Camboinhas i Itacoatiara. El Museu d'Art Contemporani, símbol de la ciutat, va ser dissenyat pel conegut arquitecte modernista brasiler Óscar Niemeyer.

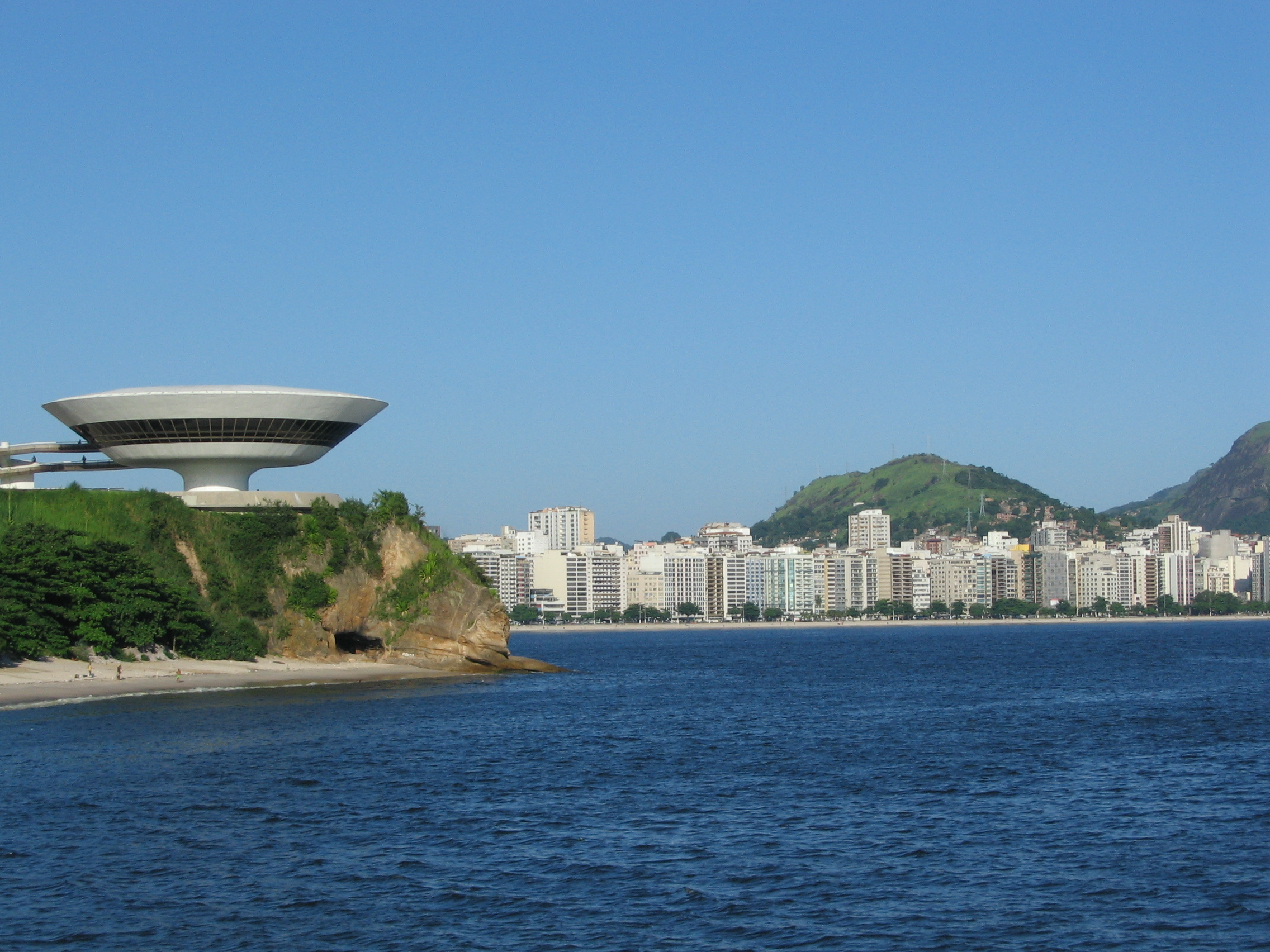
Museu d'Art Contemporània, en Niterói.

## Història
La ciutat va ser fundada el 22 de novembre de 1573 per un indígena anomenat Araribóia. Niterói és l'única ciutat brasilera fundada per un indígena. Després de la guerra contra els francesos pel control de la Badia de Guanabara, Araribóia va demanar al governador general, Mem de Sá, les terres de la regió. La seva petició va ser concedida i va néixer allí la vila de São Lourenço dos Índios, primera denominació de Niterói.
En 1819, la vila va ser reconeguda pel govern central, i va rebre el nou nom de Vila Real da Praia Grande (Vila Real de la Platja Gran), i ocupava l'espai corresponent a l'actual centre de la ciutat. Només s'ha pogut expandir més enllà d'aquesta àrea a la fi del segle xix, quan el servei de tramvia va començar a operar i va permetre la urbanització de zones més allunyades del centre. Al principi del segle xx, va començar la implantació de les primeres indústries de la ciutat.
Durant el període en el qual l'estat de Rio de Janeiro va estar dividit en dos províncies i després estats, Rio de Janeiro i Guanabara, Niterói va ser la capital de la de Rio de Janeiro entre 1834-1894 i entre 1903-1975. Entre 1894 i 1903, la capital de l'estat de Rio de Janeiro va ser la ciutat de Petrópolis.
El 15 de març de 1975, es van fondre els estats de Rio de Janeiro i Guanabara, amb la ciutat de Rio de Janeiro com capital de l'estat. El nom "Niterói" en idioma tupi significa "aigua amagada", i va ser adoptat el 6 de març de 1835 quan va canviar el títol de "vila" pel de "ciutat".

## Geografia
Niterói està a 5 km en línia recta de la ciutat de Rio de Janeiro, a la qual és connectada pel Pont Rio-Niterói (14 km) i per un servei de barques de passatgers. La qualitat de vida en la ciutat està entre les més elevades del país (tercer lloc entre 5.600 municipis), conformi les normes de les Nacions Unides.

### Clima
El clima de la ciutat és tropical influenciat per l'oceà, amb estius calents i hiverns frescos, amb temperatures i pluges bé semblants a la de la ciutat del Riu.

## Personatges il·lustres
- Bidu Sayão, soprano.
- Leila Diniz, actriu.
- Antônio Parreiras, pintor
- Marcia Haydée, (1939) ballarina i directora de ballet.